# 열미균류
열미균류(熱微菌類)는 열미균강(Thermomicrobia)에 속하는 세균 강이다. 호열성균으로 녹색비유황세균(green non-sulfur bacteria)이다.
2004년까지는 별도의 독립된 세균 문(門)으로 분류했다.

## 하위 분류
- 열미균강 (Thermomicrobia)
  - 미분류 목
    - 미분류 과
      - Thermobaculum♠ Botero et al. 2004
        - Thermobaculum terrenum♠ Botero et al. 2004

  - 열미균목 (Thermomicrobiales)
    - 열미균과 (Thermomicrobiaceae)
      - 열미균속 (Thermomicrobium)

  - 스파이로박테르균목 (Sphaerobacterales)
    - 스파이로박테르균과 (Sphaerobacteraceae)
      - 스파이로박테르균속 (Sphaerobacter)